# Pomnik Lecha Kaczyńskiego w Skórczu
Pomnik Lecha Kaczyńskiego w Skórczu – pomnik prezydenta RP Lecha Kaczyńskiego w Skórczu w województwie pomorskim, w powiecie starogardzkim.
14 maja 2010 roku na Rynku Maślanym w Skórczu odsłonięto pierwszy w Polsce pomnik prezydenta Lecha Kaczyńskiego, tragicznie zmarłego w katastrofie w Smoleńsku. Jest to obelisk z granitową płytą, upamiętniający wizytę prezydenta w maju 2009 roku z okazji 75-lecia nadania Skórczowi praw miejskich; w trakcie wizyty w 2009 roku Lech Kaczyński przekonywał mieszkańców do udziału w wyborach do Parlamentu Europejskiego. Odsłonięciu pomnika towarzyszyło posadzenie, nieco z tyłu, po lewej stronie, dębu katyńskiego; w uroczystości wzięli udział przedstawiciele Rodzin Katyńskich z Gdyni.
Na odsłonięcie pomnika przybył Jacek Sasin, minister w Kancelarii Prezydenta RP; podczas uroczystej sesji Rady Miejskiej odebrał on tytuł Honorowego Obywatela Miasta Skórcz, jednogłośnie przyznany przez radnych prezydentowi Lechowi Kaczyńskiemu, a także tytuł Zasłużony dla Miasta Skórcz, przyznany pośmiertnie Katarzynie Doraczyńskiej z Kancelarii Prezydenta RP. Informację o uroczystości opublikowano na stronach internetowych Kancelarii Prezydenta RP.
Pomnik był zbiorowym projektem mieszkańców Skórcza i powstał w ciągu 20 dni; tablicę pamiątkową umieszczono na dużym głazie narzutowym pochodzącym z pobliskiego pola. O  odsłonięciu pomnika pisały media polskie, polonijne i zagraniczne – rosyjskie, ukraińskie, litewskie, estońskie, węgierskie, armeńskie, azerbejdżańskie, mołdawskie, francuskie.